# 斯特魯加里鄉 (巴克烏縣)
46°32′N 26°43′E / 46.533°N 26.717°E
斯特魯加里鄉（羅馬尼亞語：Comuna Strugari, Bacău），是羅馬尼亞的鄉份，位於該國東北部，由巴克烏縣負責管轄，處於布加勒斯特以北240公里，每年平均降雨量918毫米，海拔高度320米，2007年人口2,565。